# AsiaSat
Asia Satellite Telecommunications Holdings Limited, plus connue sous le nom de sa marque AsiaSat est un opérateur commercial de satellites de communication basé à Hong Kong mais référencé aux Bermudes.
La société est détenue conjointement par CITIC Group et Carlyle Asia Partners. Elle avait une capitalisation boursière de 2,77 milliards de dollars de Hong-Kong le 31 décembre 2017.

## Histoire
En septembre 2017, AsiaSat 9 (en), le dernier satellite d'AsiaSat construit par Space Systems / Loral, a été lancé avec succès et a remplacé AsiaSat 4 (en) à 122 degrés Est.
AsiaSat possède et exploite sept satellites, dont AsiaSat 3S (en), AsiaSat 4 (en), AsiaSat 5 (en), AsiaSat 6 (en), AsiaSat 7 (en), AsiaSat 8 et AsiaSat 9 (en). En 2017, les revenus d'AsiaSat sont repartis à la hausse, augmentant de 6% à 1354 millions $ de Hong-Kong en hausse de 1 272 millions de dollars de Hong-Kong par rapport à l'année précédente, soutenue par la location de la charge utile complète en bande Ku d'AsiaSat 8 en février 2017.

## Actionnaires
Au 31 décembre 2017, la société mère directe, Bowenvale Limited, détenait 74,43 % des actions ; Bowenvale était détenue conjointement par CITIC Limited et Carlyle Group dans un ratio de 50-50: 54 Standard Life Aberdeen plc était le deuxième actionnaire le plus important avec 5,36 %.

## Liste des satellites
| Satellite                  | Date de lancement (UTC) | Lanceur                    | Site de lancement et pas de tir | Entreprise de lancement | Longitude                                                  | Statut     | Notes | Ref.  |
| AsiaSat 1 (en)             | 7 Avril 1990            | Longue Marche 3            | Xichang LC-3                    | CASC                    |                                                            | Retiré     | Lancé sous le nom de Westar 6 sur la mission STS-41B de la navette spatiale, il a été bloqué en orbite. Il a été récupéré par la mission STS-51A de la navette spatiale en novembre 1984, et vendu à AsiaSat. |       |
| AsiaSat 2 (en)             | 28 novembre 1995        | Longue Marche 2E           | Xichang LC-2                    | CASC                    | 100.5° Est                                                 | Retiré     | |       |
| AsiaSat 3                  | 24 décembre 1997        | Proton-K / DM-2M           | Baïkonour Site 81/23            | ILS                     | 105.5° Est (voulu) 158° Ouest (1998) 62° Ouest (1999–2002) | Retiré     | Revendu à Hughes Global Services, renommé PAS-22 |       |
| AsiaSat 3S (en)            | 21 mars 1999            | Proton-K / DM-2M           | Baïkonour Site 81/23            | ILS                     | 105.5° Est                                                 | En service | Remplace AsiaSat 1 en mai 1999 | [ 2 ] |
| AsiaSat 4 (en)             | 12 avril 2003           | Atlas IIIB                 | Cape Canaveral LC-36B           | ILS                     | Relocalisé sur une orbite spéciale en novembre 2017        | En service | | [ 3 ] |
| AsiaSat 5 (en)             | 11 août 2009            | Proton-M / Briz-M          | Baïkonour Site 200/39           | ILS                     | 100.5° Est                                                 | En service | Un double d'AsiaSat 2 | [ 4 ] |
| AsiaSat 6 (en) / Thaicom 7 | 7 septembre 2014        | Falcon 9 v1.1              | Cape Canaveral SLC-40           | SpaceX                  | 120° Est                                                   | En service | | [ 5 ] |
| AsiaSat 7 (en)             | 25 novembre 2011        | Proton-M / Briz-M Enhanced | Baïkonour Site 200/39           | ILS                     | 105.5° Est                                                 | En service | Remplace AsiaSat 3S | [ 6 ] |
| AsiaSat 8                  | 5 août 2014             | Falcon 9 v1.1              | Cape Canaveral SLC-40           | SpaceX                  | 4° Ouest                                                   | En service | Faisceau en Bande Ku | [ 7 ] |
| AsiaSat 9 (en)             | 28 septembre 2017       | Proton-M / Briz-M          | Baïkonour Site 200/39           | ILS                     | 122° Est                                                   | En service | Remplace AsiaSat 4. | [ 8 ] |